# Asaka (Giappone)
Asaka (朝霞市?, Asaka-shi) è una città giapponese della prefettura di Saitama.